# Lenzilumab
Il lenzilumab (KB003 secondo la Denominazione Comune Internazionale) è un anticorpo monoclonale umanizzato dell'isotipo IgG1 kappa. Ha per target il fattore stimolante le colonie di granulociti e macrofagi, detto anche GM-CSF. Quest'ultima molecola svolge un ruolo cruciale nella risposta infiammatoria indotta dalle cellule T del recettore chimerico dell'antigene (CAR-T), la quale può degenerare in una sindrome da rilascio di citochine. Ciò è stato dimostrato nei topi in cui è stato effettuato il knockout del gene per il GM-CSF.

## Usi
In origine il lenzilumab era stato sviluppato dalla casa farmaceutica Humanigen Inc. come possibile trattamento delle forme di asma e di artrite reumatoide refrattarie alle terapie convenzionali.
Successivamente ne è stato studiato l'uso nella leucemia mielomonocitica cronica e nella leucemia mielomonocitica giovanile. Studi in vitro condotti sulle cellule umane di tipo mieloide e sui monociti hanno mostrato la capacità dell'anticorpo di inibire la proliferazione delle cellule tumorali. Nel 2017, a seguito di ciò, hanno avuto inizio sperimentazioni cliniche con la somministrazione del lenzilumab in pazienti con leucemia mielomonocitica cronica.
È in corso uno studio clinico, giunto in fase II, volto a valutare l'efficacia del lenzilumab negli esseri umani in caso di graft-versus-host disease (GVHD) associato al trapianto di midollo osseo; ciò dopo le evidenze del ruolo svolto dal GM-CSF (del quale il lenzilumab funge da inibitore) nella patogenesi della GVHD.
Durante la pandemia di COVID-19 è stata osservata l'implicazione del GM-CSF nella risposta immunitaria citochino-mediata che sta alla base dei danni strutturali polmonari connessi all'infezione, nonché della sindrome da distress respiratorio acuto (ARDS), una possibile grave complicanza della malattia. IL plasma sanguigno dei pazienti ricoverati per COVID-19 presenta un'alta concentrazione di molecole pro-infiammatorie, come il GM-CSF, l'interferone gamma, l'interleuchina 1-A, l'interleuchina 2, la CCL2 (una sostanza chemioattrattiva nei confronti dei monociti) e il fattore di necrosi tumorale; ciò è indicativo di una tempesta di citochine in atto. In particolare, la Food and Drug Administration sta supervisionando uno studio volto a valutare l'efficacia del lenzilumab nella prevenzione e nel trattamento dell'ARDS; tale studio è ormai giunto alla fase III.